# Henri-Désiré-Marie Bodet
Henri-Désiré-Marie Bodet, francoski general, * 1883, † 1963.